# Spermacoce runkii
Spermacoce runkii är en måreväxtart som först beskrevs av Karl Moritz Schumann, och fick sitt nu gällande namn av Carl Ernst Otto Kuntze. Spermacoce runkii ingår i släktet Spermacoce och familjen måreväxter. Inga underarter finns listade i Catalogue of Life.